# Coronopharynx pusillus
Coronopharynx pusillus är en plattmaskart som beskrevs av Luther 1962. Coronopharynx pusillus ingår i släktet Coronopharynx, och familjen Provorticidae. Arten är reproducerande i Sverige.